# Campeonato Uruguaio de Futebol de 1965 – Segunda Divisão
O Campeonato Uruguaio de Segunda Divisão de 1965, também conhecido oficialmente como Campeonato Uruguayo de Primera División "B" de 1965 ou simplesmente como Primera "B" de 1965, foi a vigésima quarta edição do torneio de segundo nível do futebol profissional do Uruguai. O Defensor conquistou seu segundo título da categoria, garantindo o retorno à primeira divisão, enquanto o Misiones foi rebaixado pelo sistema de promedios.

## Regulamento
O torneio manteve o formato com dez equipes. Cada clube enfrentou os demais duas vezes (turno e returno), totalizando 18 rodadas. O sistema de pontuação atribuía:
- 2 pontos por vitória
- 1 ponto por empate
- 0 pontos por derrota

O acesso foi decidido por:
- Promoção automática: O campeão (1º colocado) ascendeu diretamente à primeira divisão.

O rebaixamento utilizou o critério de promedios (média de desempenho em duas temporadas):
- Para clubes presentes em 1964 e 1965: média aritmética dos pontos
- Para casos especiais:
  - Defensor (rebaixado em 1964): apenas pontuação de 1965
  - Platense (promovido em 1964): apenas pontuação de 1965

O lanterna no promedio foi rebaixado à terceira divisão.

## Participantes
- La Luz, Liverpool, Central, Progreso, Mar de Fondo, Bella Vista, River Plate e Misiones: Permaneceram da temporada anterior.
- Defensor: Rebaixado da primeira divisão em 1964.
- Platense: Promovido da terceira divisão em 1964.

## Classificação Final
O Defensor conquistou seu segundo título da Segunda Divisão Profissional Uruguaia em 1965 com campanha dominante, somando 30 pontos em 18 jogos (14 vitórias, 2 empates e 2 derrotas), com vantagem de 7 pontos sobre o vice-campeão La Luz.
| #   | Equipe       | PTS | J  | V  | E | D  | GP | GC | SG  | Classificação          |
| --- | ------------ | --- | -- | -- | - | -- | -- | -- | --- | ---------------------- |
| 1º  | Defensor     | 30  | 18 | 14 | 2 | 2  | 40 | 10 | 30  | Promovido como CAMPEÃO |
| 2º  | La Luz       | 23  | 18 | 7  | 9 | 2  | 23 | 21 | 2   |                        |
| 3º  | Progreso     | 22  | 18 | 9  | 4 | 5  | 29 | 27 | 2   |                        |
| 4º  | Liverpool    | 19  | 18 | 6  | 7 | 5  | 34 | 23 | 11  |                        |
| 5º  | Central      | 19  | 18 | 5  | 9 | 4  | 22 | 17 | 5   |                        |
| 6º  | Platense     | 17  | 18 | 6  | 5 | 7  | 23 | 28 | −5  |                        |
| 7º  | Mar de Fondo | 15  | 18 | 5  | 5 | 8  | 19 | 24 | −5  |                        |
| 8º  | Bella Vista  | 14  | 18 | 4  | 6 | 8  | 22 | 31 | −9  |                        |
| 9º  | River Plate  | 13  | 18 | 3  | 7 | 8  | 25 | 33 | −8  |                        |
| 10º | Misiones     | 8   | 18 | 2  | 4 | 12 | 11 | 34 | −23 |                        |

### Médias de rebaixamento (1964–1965)
O Misiones foi rebaixado por ter a pior média no sistema de promedios (média de pontos) entre as temporadas de 1964 e 1965.
| #   | Equipe       | PTS | J  | V  | E  | D  | GP | GC | SG  | Média | Rebaixamento        |
| --- | ------------ | --- | -- | -- | -- | -- | -- | -- | --- | ----- | ------------------- |
| 1º  | Defensor     | 30  | 18 | 14 | 2  | 2  | 40 | 10 | 30  | 30.0  |                     |
| 2º  | La Luz       | 47  | 36 | 17 | 13 | 6  | 54 | 41 | 13  | 23.5  |                     |
| 3º  | Liverpool    | 44  | 36 | 16 | 12 | 8  | 64 | 35 | 29  | 22.0  |                     |
| 4º  | Central      | 38  | 36 | 13 | 12 | 11 | 52 | 46 | 6   | 19.0  |                     |
| 5º  | Progreso     | 35  | 36 | 14 | 7  | 15 | 54 | 61 | −7  | 17.5  |                     |
| 6º  | Platense     | 17  | 18 | 6  | 5  | 7  | 23 | 28 | −5  | 17.0  |                     |
| 7º  | Bella Vista  | 34  | 36 | 13 | 8  | 15 | 53 | 54 | −1  | 17.0  |                     |
| 8º  | River Plate  | 32  | 36 | 11 | 10 | 15 | 57 | 62 | −5  | 16.0  |                     |
| 9º  | Mar de Fondo | 30  | 36 | 12 | 6  | 18 | 44 | 61 | −17 | 15.0  |                     |
| 10º | Misiones     | 18  | 36 | 5  | 8  | 23 | 22 | 59 | −37 | 9.0   | Rebaixado por Média |

## Estatísticas

### Artilharia
- W. Sequeira (Platense) e Jorge Campanella (La Luz) — 11 gols.[6]